# Capillaroscopia

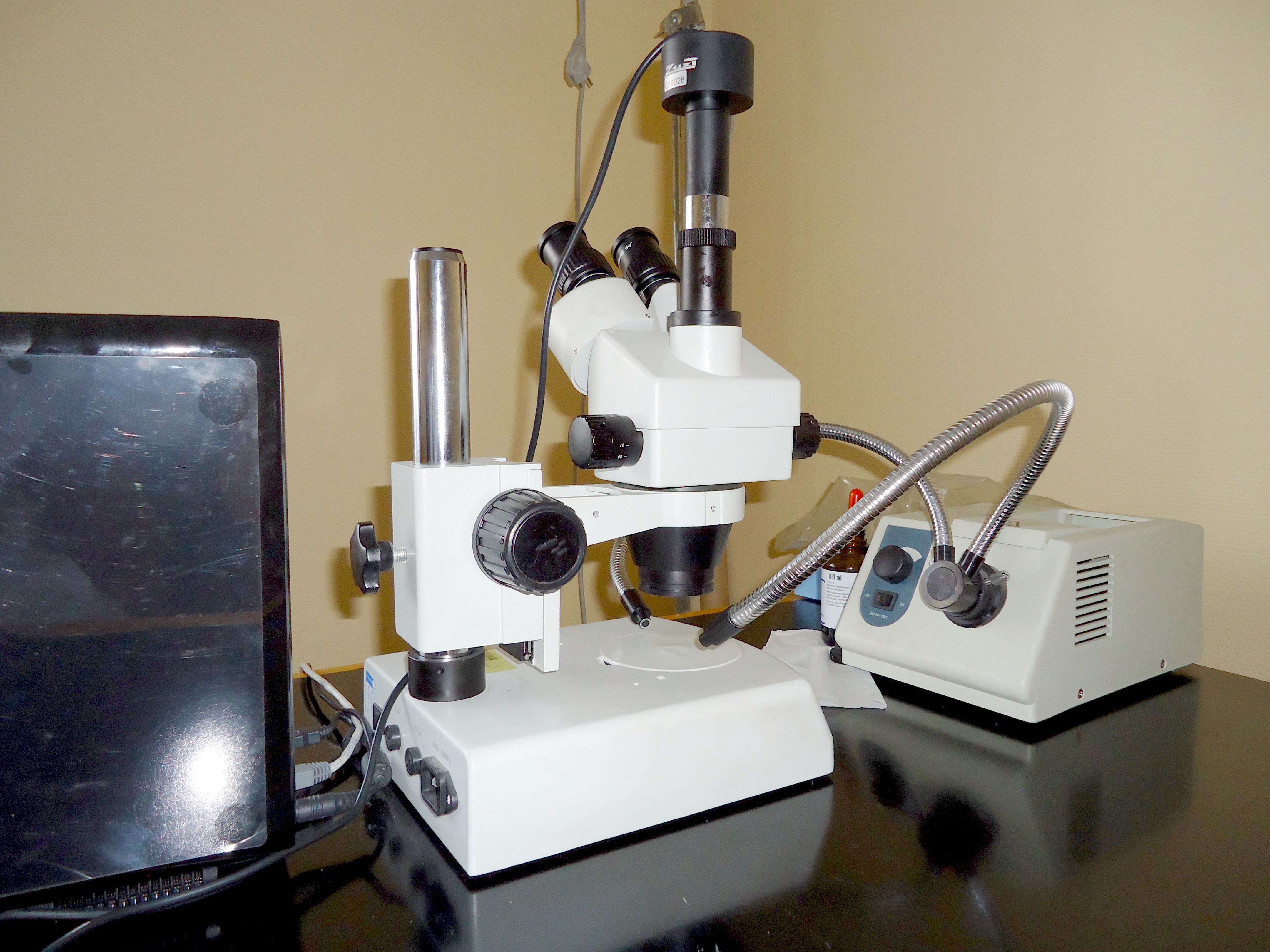
Capillaroscopio collegato a un sistema di registrazione di immagini

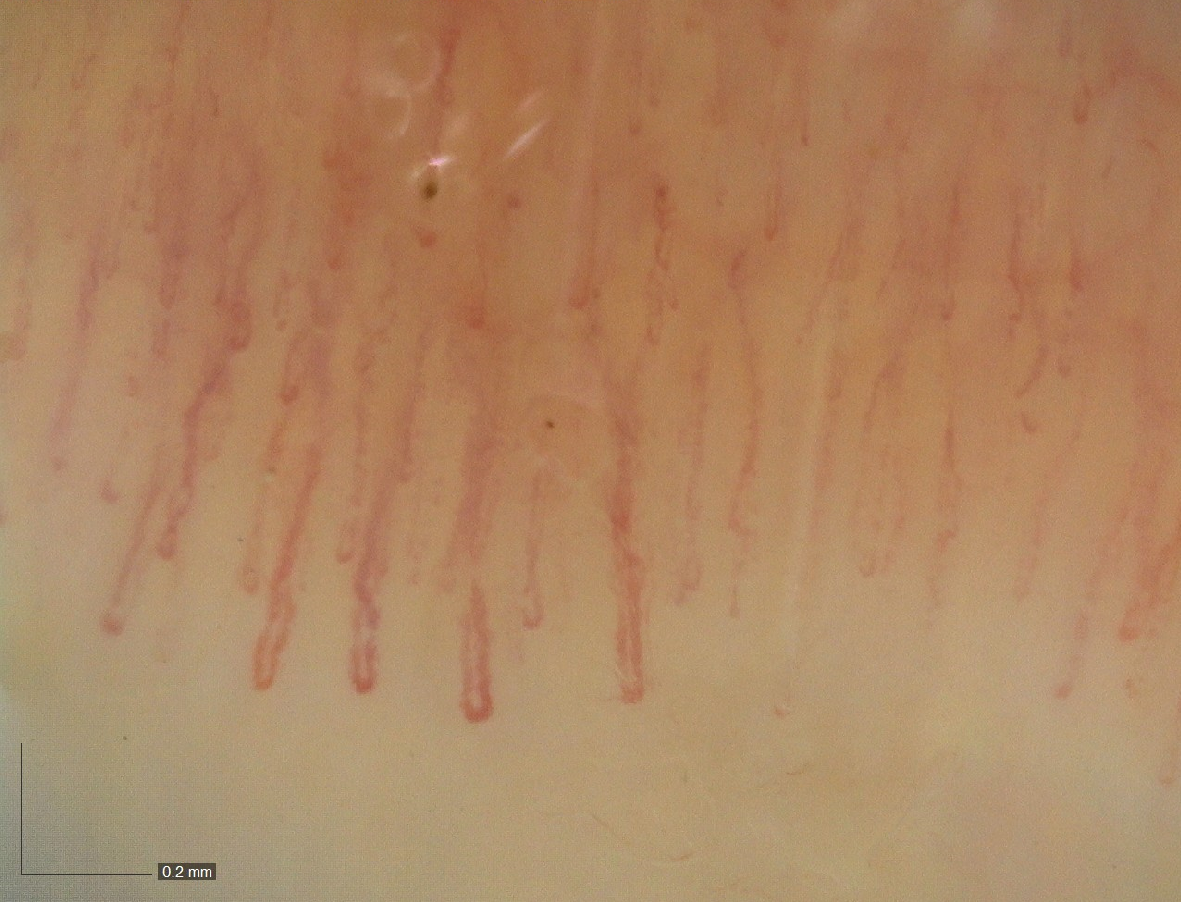
Immagine capillaroscopia

La capillaroscopia è una tecnica diagnostica non invasiva per lo studio del microcircolo.
I capillari meglio indagabili sono quelli della cute periungueale delle mani.
La capillaroscopia è utilizzata per documentare, con la possibilità di un'elaborazione computerizzata, anomalie del microcircolo.
Le malattie che causano danni al microcircolo (microangiopatie) sono varie, tra le quali il diabete mellito, l'ipertensione arteriosa. Le malattie reumatologiche, in particolare il fenomeno di Raynaud, il lupus eritematoso sistemico e la sclerodermia sono tuttavia i principali campi di applicazione della capillaroscopia, poiché in queste patologie è possibile rilevare reperti capillaroscopici caratteristici, di elevato valore diagnostico.
In particolare tramite la capillaroscopia sono valutati la trasparenza cutanea, la visibilità del plesso venoso subpapillare, la densità e la distribuzione spaziale dei capillari, la struttura architettonica della rete microvasale, le caratteristiche morfologiche delle anse, il diametro del tratto afferente (arteriolare) e efferente (venulare), il rapporto tra il diametro di questi due tratti e le caratteristiche del flusso ematico.
L'apparecchiatura, tradizionalmente è costituita da uno stereo-microscopio ottico. Attualmente, grazie al progresso nel campo informatico, sono stati immessi dispositivi più raffinati come il videocapillaroscopio a fibre ottiche, con telecamera miniaturizzata, che riprende la zona da esaminare. Nel caso della capillaroscopia ad una mano, il dito viene poggiato su un sostegno e quindi viene applicata sulla cute una goccia di olio (cedro) allo scopo di migliorare la visualizzazione. Si usano lampade a fibre ottiche per una buona illuminazione della zona da osservare.